# オープンコラボレーション
オープンコラボレーション（英: Open collaboration）とは、「目標志向でありながら緩く団結した参加者が自発的に協力して経済的価値のある製品（またはサービス）を作成し、非貢献者にも貢献者と同様に作成したものを自由に提供するイノベーションまたは生産システム」を指す。これはオープンソースソフトウェアで顕著に見られ、リチャード・ストールマンのGNU宣言やエリック・レイモンドの1997年のエッセイ『伽藍とバザール』で最初に説明された。オープンソースソフトウェアを超えて、オープンコラボレーションは、インターネットフォーラムでの情報提供やウィキペディアでの百科事典コンテンツの制作など、他の種類の知的・創造的な作品の開発にも適用されている。
オープンコラボレーションの背後にある組織原理はピアプロダクションである。ピアプロダクションコミュニティは完全に分散化されており、市場のように価格を基準とした調整が行われず、多くの場合ボランティアのみによって支えられている。このようなコミュニティは、誰もがアクセス可能な公共または共有の製品の生産を目的としているが、国家や慈善団体とは異なり、正式な階層構造を持たず、参加者同士の柔軟に変化するコンセンサスをベースとして運営されている。

## 定義
Riehleらは、オープンコラボレーションを平等主義、メリトクラシー、自己組織化という三つの原則に基づくコラボレーションと定義している。LevineとPiretulaは、オープンコラボレーションを「目標志向でありながら緩く団結した参加者が相互に作用して経済的価値のある製品 (またはサービス) を作成し、それを貢献者と非貢献者の両方に提供する、イノベーションまたは生産のシステム」と定義している。  
この定義は、同様の原則で結び付けられた様々な事例を包括している。たとえば、経済的価値のある製品の創出、貢献と消費のための開かれたアクセス、相互作用と交換、目的を持ちながら緩く団結した作業などの要素は、オープンソースソフトウェアプロジェクト、Wikipedia、ユーザーフォーラムやコミュニティに見られる。また、ユーザー生成コンテンツを基盤とする商用Webサイトにも当てはまる場合がある。これらのオープンコラボレーションのすべての事例では、誰でも貢献でき、緩く団結した参加者同士の相互作用によって生み出される共有の成果に誰でも自由に参加できる:17。

## アカデミア
オープンコラボレーションの研究と実践に特化した年次会議として、「the International Symposium on Open Collaboration（OpenSym、旧WikiSym）」がある。ウェブサイトによると、このグループはオープンコラボレーションを「平等主義（誰でも参加でき、参加に対する原則的または人為的な障壁が存在しない）、メリトクラシー（決定や地位は押し付けられるのではなく実力に基づく）、自己組織化（人々が事前に定義されたプロセスに適応するのではなく、プロセスが人々に適応する）に基づくコラボレーション」と定義している。  
2011年以来、ピアレビューされた学術誌である『The Journal of Peer Production』（JoPP）は、ピアプロダクションプロセスの文書化と研究に専念している。この学術コミュニティは、ピアプロダクションを「参加が自発的で、タスクの自己選択を前提とする、コモンズベースで指向性のある生産様式」と解釈している。特筆すべき例として、自由ソフトウェアプロジェクトとウィキペディアオンライン百科事典の共同開発が挙げられている。